# Saint-Antoine, Doubs
Saint-Antoine là một xã trong vùng hành chính Franche-Comté, thuộc tỉnh Doubs, quận Pontarlier, tổng Mouthe. Tọa độ địa lý của xã là 46° 46' vĩ độ bắc, 06° 20' kinh độ đông. Saint-Antoine nằm trên độ cao trung bình là 958 mét trên mực nước biển, có điểm thấp nhất là 920 mét và điểm cao nhất là 1104 mét. Xã có diện tích 4.51 km², dân số vào thời điểm 2006 là 278 người; mật độ dân số là 62 người/km².

## Thông tin nhân khẩu
| 1962 | 1968 | 1975 | 1982 | 1990 | 1999 |
| ---- | ---- | ---- | ---- | ---- | ---- |
| 135  | 154  | 160  | 197  | 243  | 276  |

## Địa điểm tham quan
Nhà thờ giáo khu của Saint-Antoine được xây giữa thế kỉ thứ 16.